# Новобогородское
Новобогородское — село в Пономарёвском районе Оренбургской области в составе Фадеевского сельсовета.

## География
Располагается на расстоянии примерно 19 километров по прямой на юго-запад от районного центра села Пономарёвка.

## История
Село основано в 1809 году переселенцами из села Богородск Лебединского уезда Тамбовской губернии.

## Социальная сфера
Из объектов социальной инфраструктуры в селе действуют- фельдшеро-акушерский пункт, сельский клуб, библиотека- филиал, школа. 

## Население
Постоянное население составляло 212 человек в 2002 году (русские 97 %), 168 в 2010 году, 118 в 2021.